# 禾粉蚜
禾粉蚜（学名：Brachysiphoniella montana）为常蚜科短管蚜屬下的一个种。